# Sân vận động Michigan
Sân vận động Michigan (tiếng Anh: Michigan Stadium), có biệt danh là "The Big House", là một sân vận động bóng bầu dục của Đại học Michigan ở Ann Arbor, Michigan. Đây là sân vận động lớn nhất ở Hoa Kỳ và Tây Bán cầu, là sân vận động lớn thứ ba thế giới và là địa điểm thể thao lớn thứ 34. Sức chứa chính thức của sân là 107.601 người, nhưng có thể chứa tối đa lên tới 115.000 người.
Sân vận động Michigan được xây dựng vào năm 1927 với chi phí 950.000 đô la (tương đương 16 triệu đô la vào năm 2022) và có sức chứa ban đầu là 72.000 người. Trước khi xây dựng sân vận động, Wolverines đã chơi bóng bầu dục tại Ferry Field. Mỗi trận đấu trên sân nhà kể từ ngày 8 tháng 11 năm 1975 đều thu hút hơn 100.000 khán giả, đã kéo dài hơn 200 sự kiện. Vào ngày 7 tháng 9 năm 2013, trận đấu giữa Michigan và Notre Dame Fighting Irish đã thu hút 115.109 khán giả, kỷ lục khán giả của một trận đấu bóng bầu dục đại học kể từ năm 1948, và là một kỷ lục khán giả trong một trận đấu tại NCAA, vượt qua kỷ lục 114.804 người của hai năm trước đó của cùng một trận đấu.
Sân vận động Michigan được thiết kế với phần móng cho phép mở rộng sức chứa của sân vận động lên hơn 100.000 người. Fielding Yost từng mong muốn một sân vận động có sức chứa 150.000 chỗ ngồi. Để giữ cho chi phí xây dựng thấp vào thời điểm đó, quyết định xây dựng một sân vận động nhỏ hơn so với Yost những gì mong muốn nhưng phần móng cho phép mở rộng trong tương lai.
Sân vận động Michigan được sử dụng cho các buổi lễ tốt nghiệp chính của Đại học Michigan; Tổng thống Lyndon B. Johnson đã phác thảo chương trình Xã hội Vĩ đại của mình tại các buổi lễ trao bằng năm 1964 ở sân vận động. Sân cũng đã tổ chức các trận đấu khúc côn cầu bao gồm NHL Winter Classic 2014, một trận đấu NHL theo mùa thường xuyên giữa Toronto Maple Leafs và Detroit Red Wings với số lượng khán giả chính thức là 105.491 người, kỷ lục khán giả của một trận đấu khúc côn cầu. Ngoài ra, trận đấu bóng đá tại International Champions Cup 2014 giữa Real Madrid và Manchester United có số lượng khán giả là 109.318 người, kỷ lục khán giả của một trận đấu bóng đá tại Hoa Kỳ. Sân cũng sẽ tổ chức buổi hòa nhạc Sport Aid 2020 sắp tới.

## Các sự kiện khác

### Bóng đá
| Ngày                | Đội 1             | Kết quả | Đội 2       | Khán giả |
| ------------------- | ----------------- | ------- | ----------- | -------- |
| 2 tháng 8 năm 2014  | Manchester United | 3–1     | Real Madrid | 109.318  |
| 30 tháng 7 năm 2016 | Real Madrid       | 3–2     | Chelsea     | 105.826  |
| 28 tháng 7 năm 2018 | Manchester United | 1–4     | Liverpool   | 101.254  |
| 10 tháng 8 năm 2019 | Barcelona         | 4–0     | Napoli      | 60.043   |

## Hình ảnh

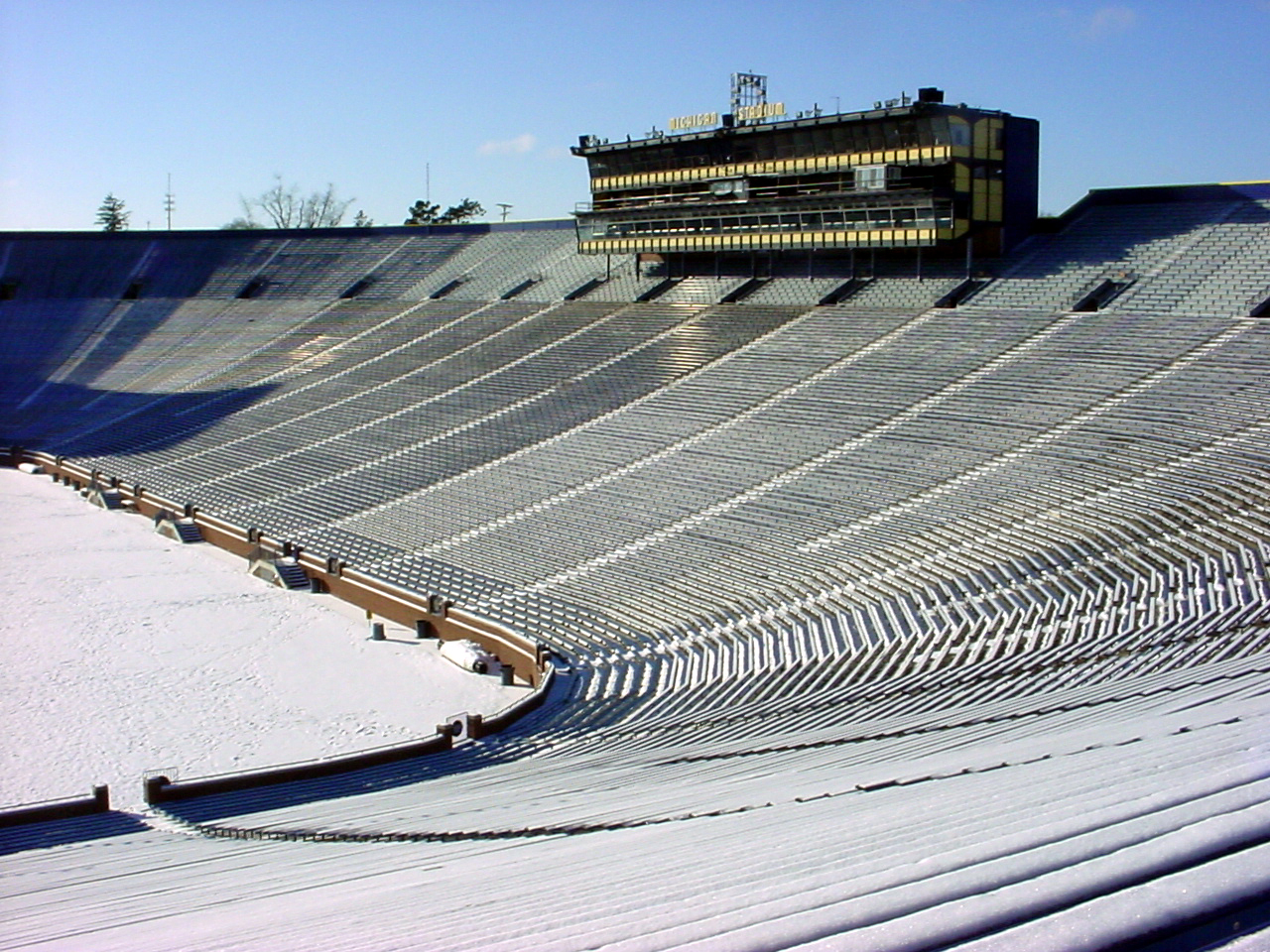
Sân vận động Michigan, mùa đông năm 2002
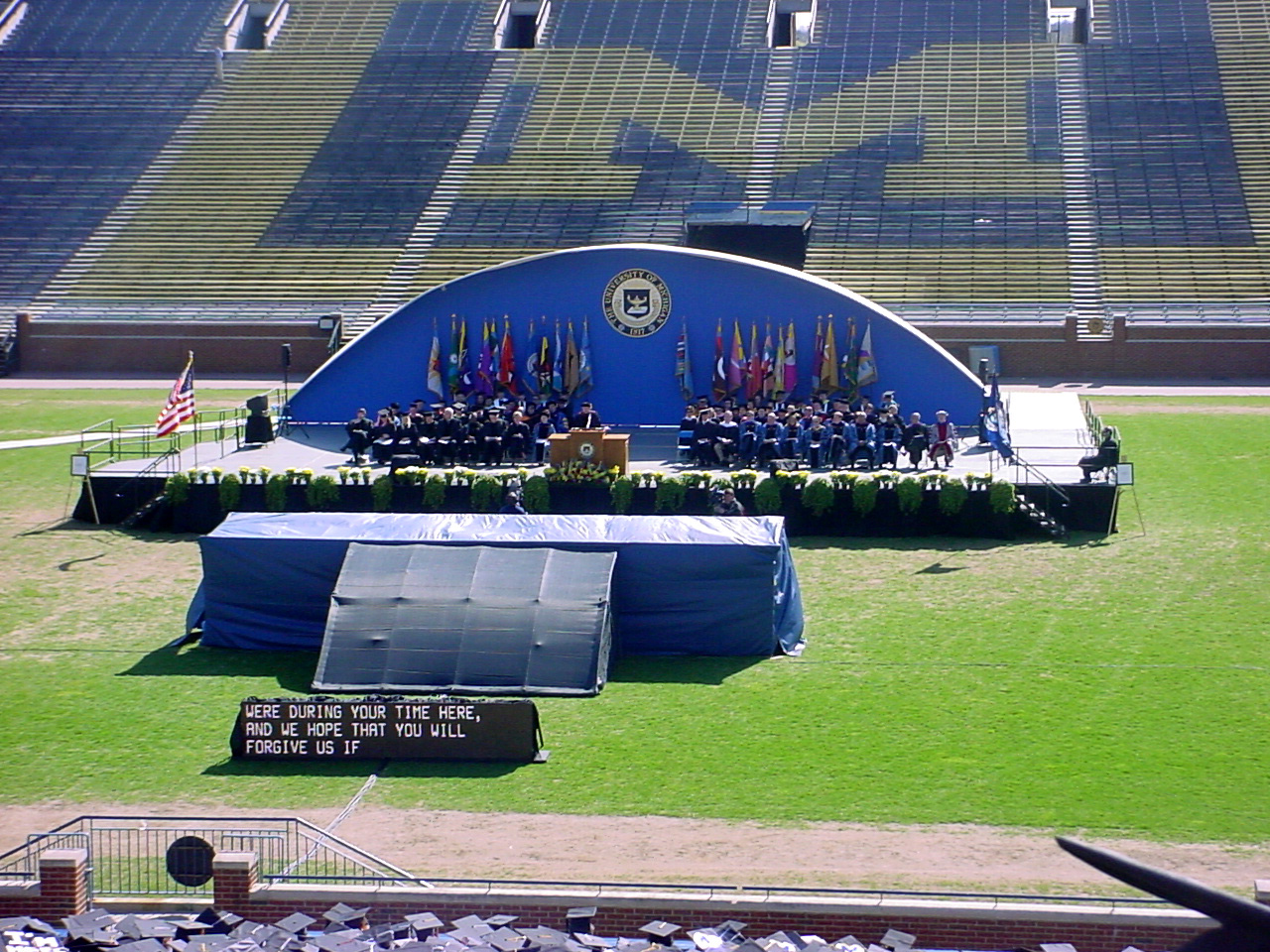
Lễ tốt nghiệp tại Sân vận động Michigan, 2003
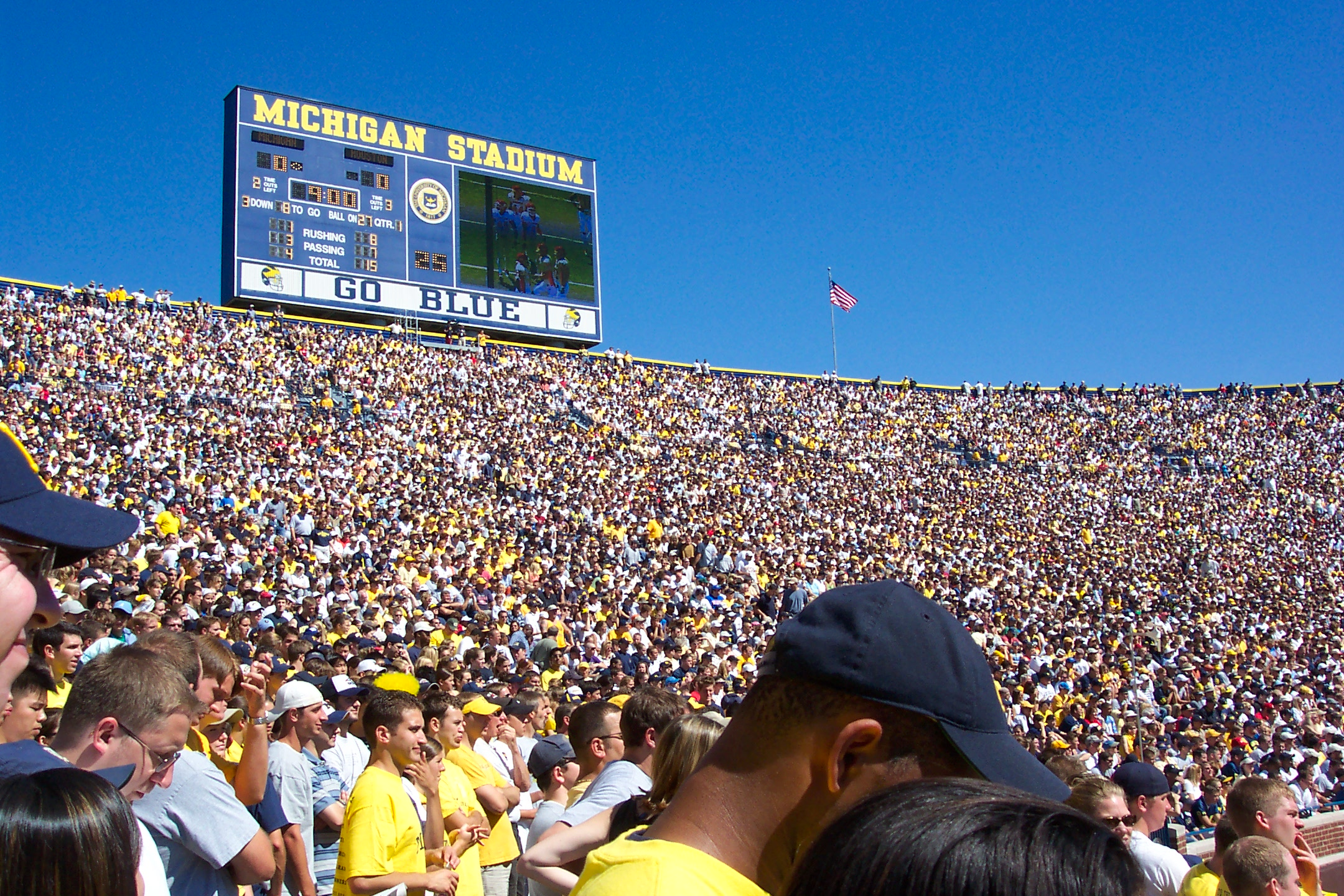
Sân vận động được phủ kín trong một trận đấu bóng bầu dục
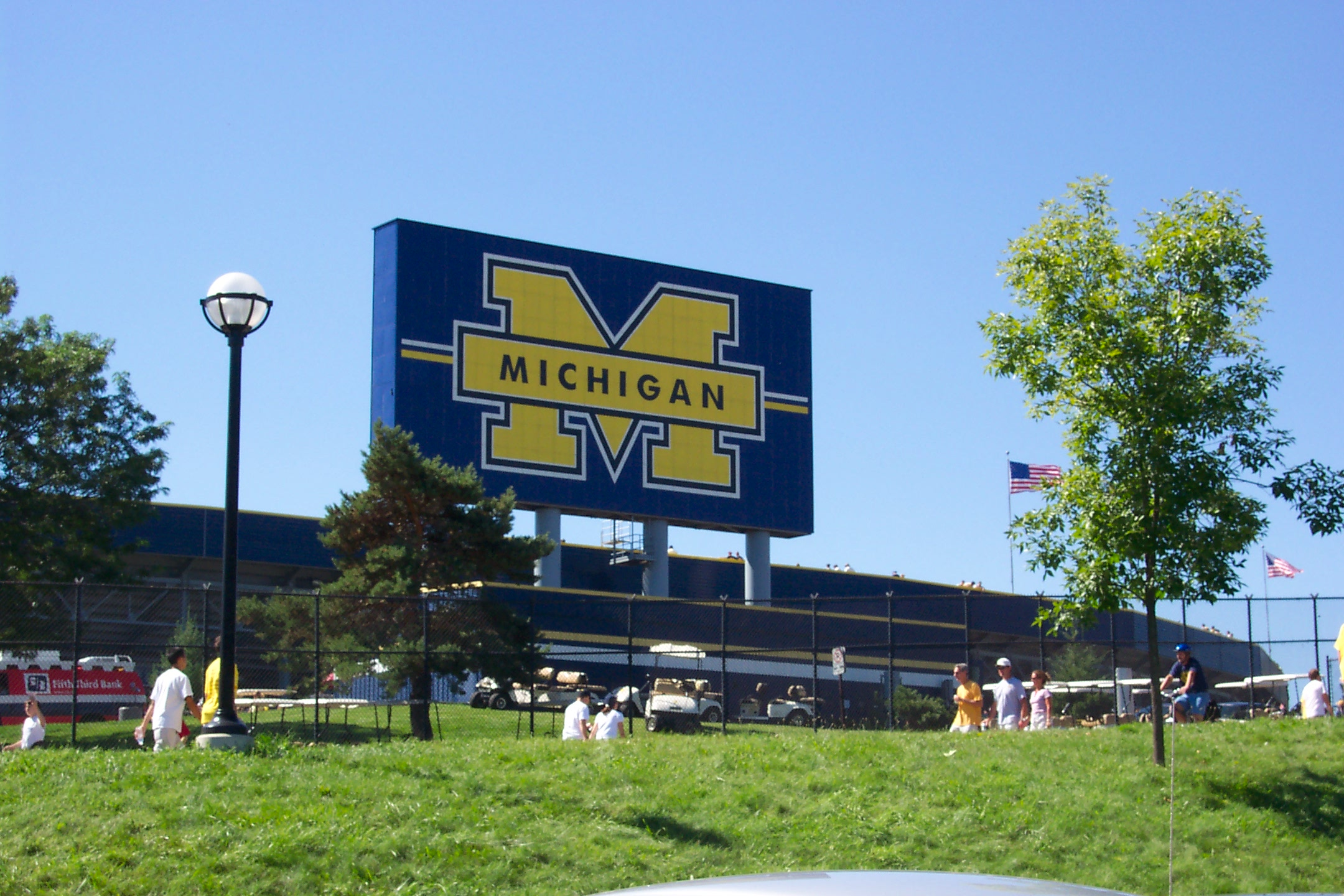
Quang cảnh bên ngoài
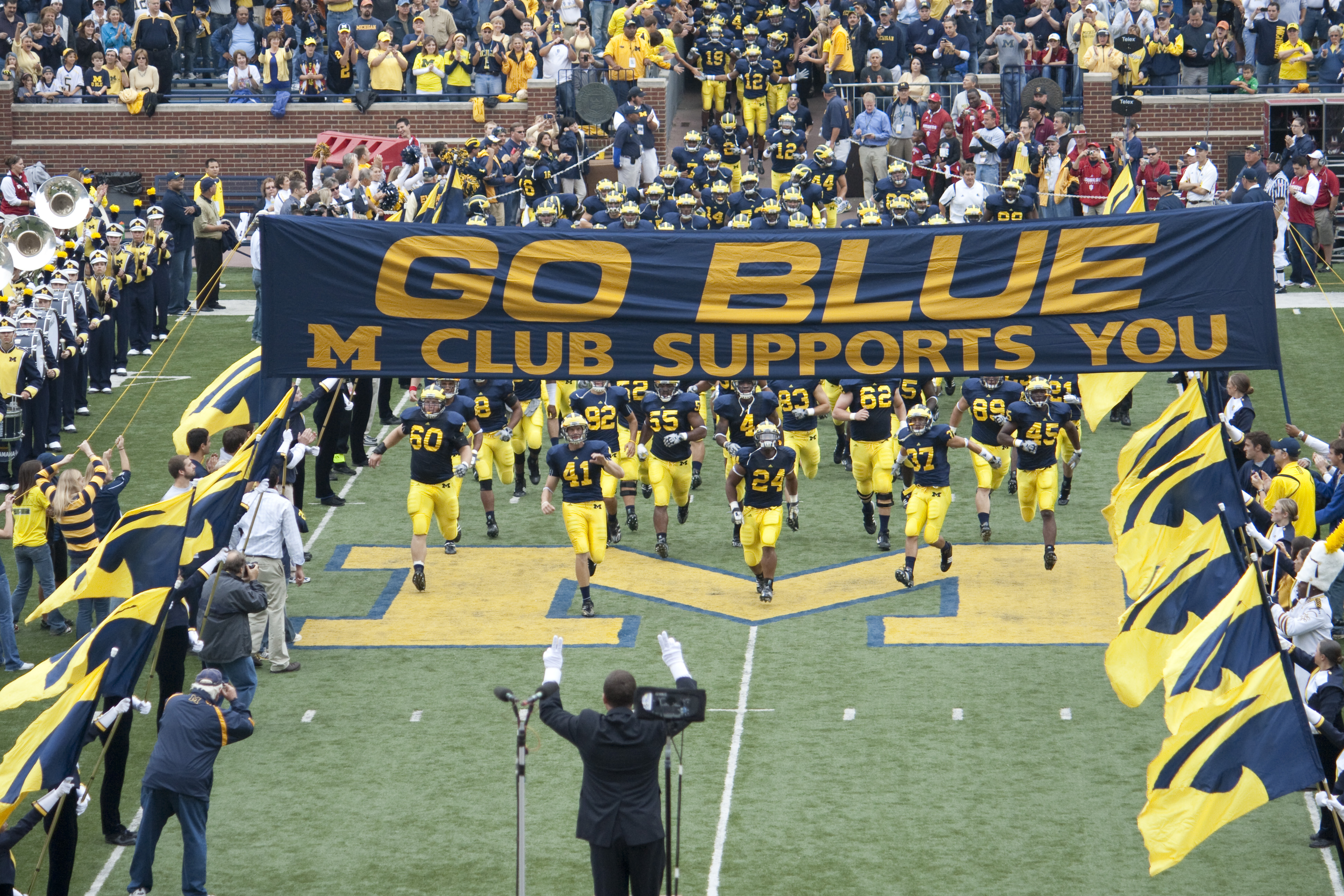
Đội 2009 bước vào Sân vận động dưới banner M Club để chào mừng Ban nhạc diễu hành Michigan
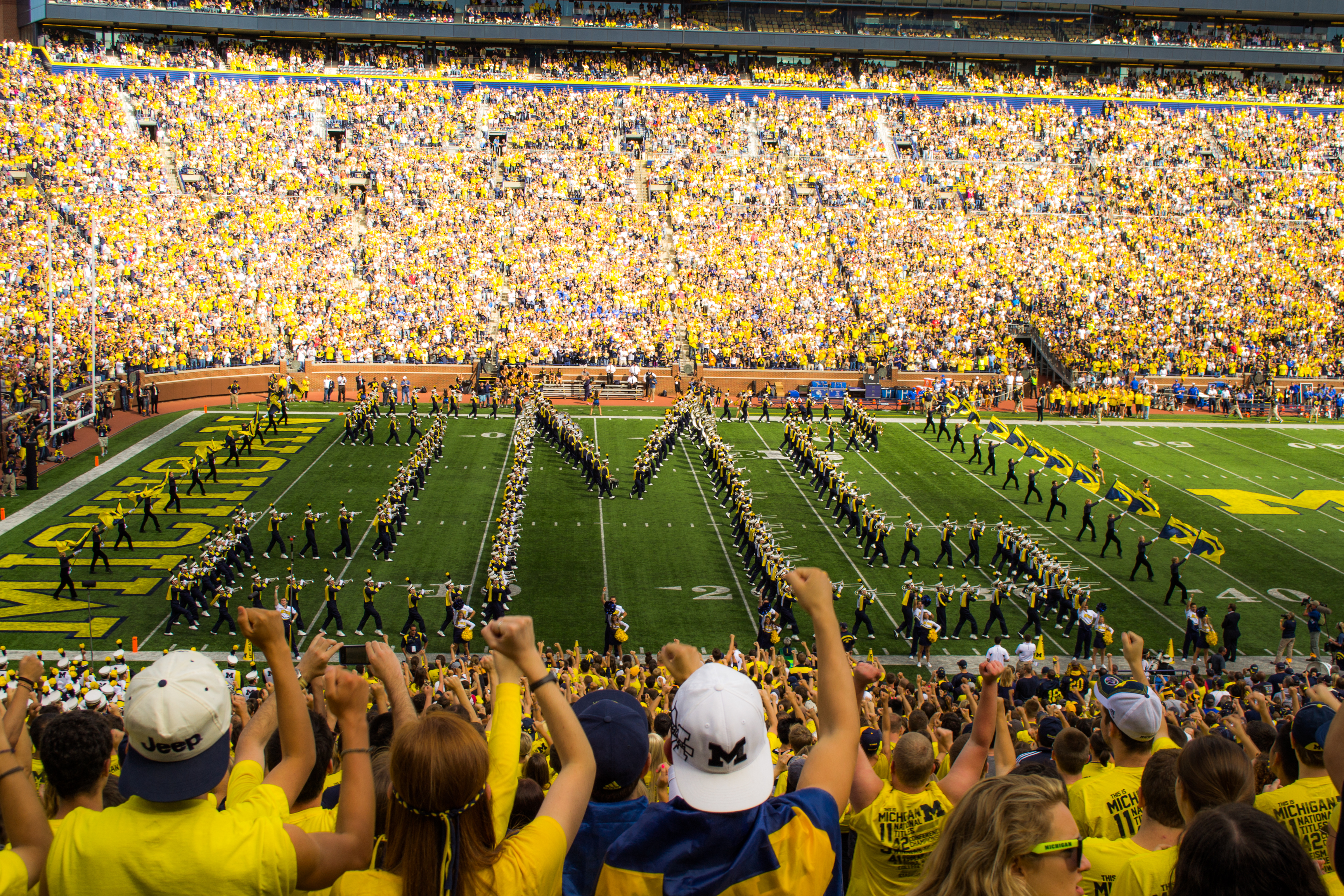
Block M của Ban nhạc diễu hành Michigan
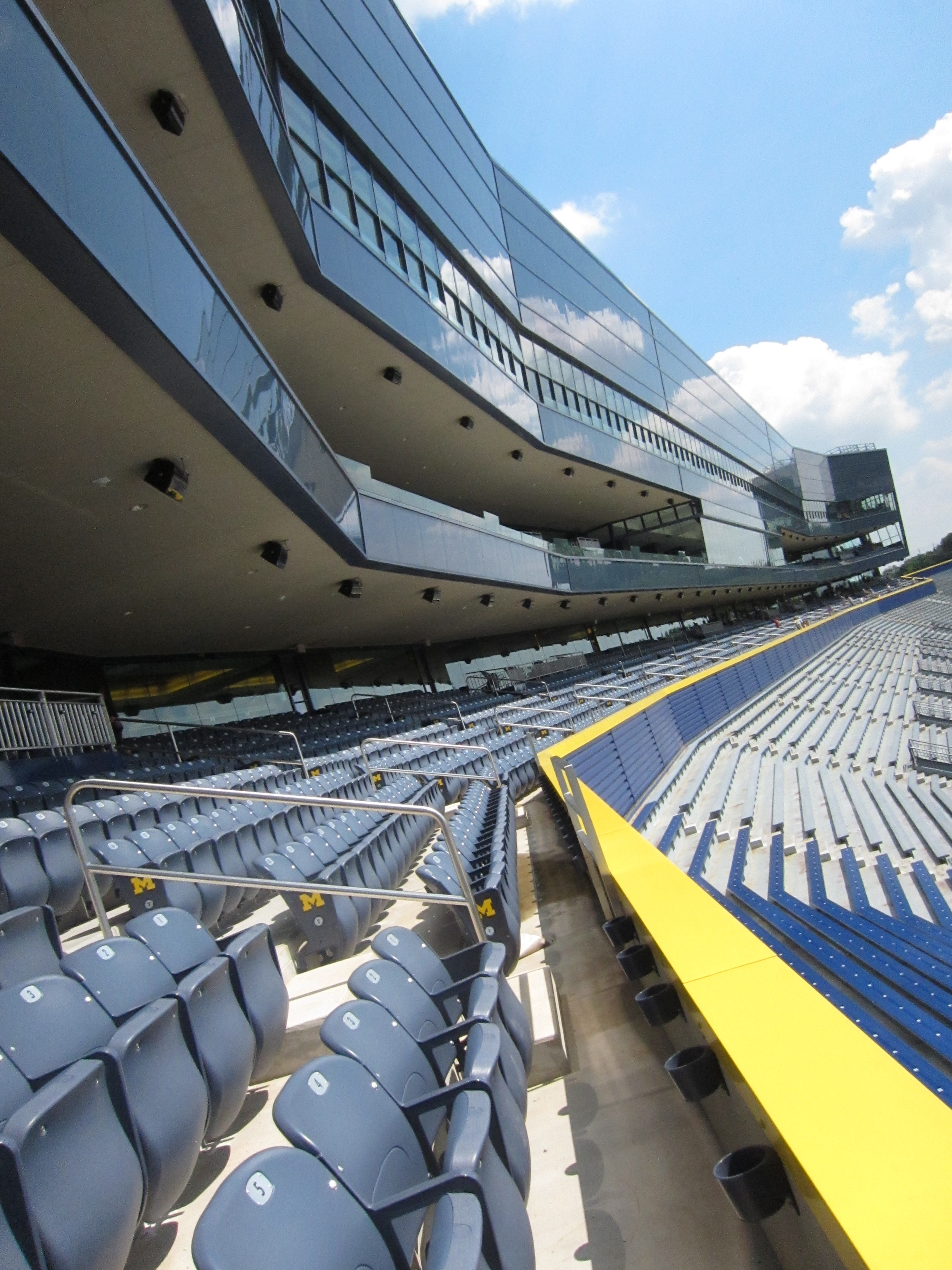
Khán đài phía đông đã hoàn thành, từ tầng một của Jack Roth Stadium Club mới
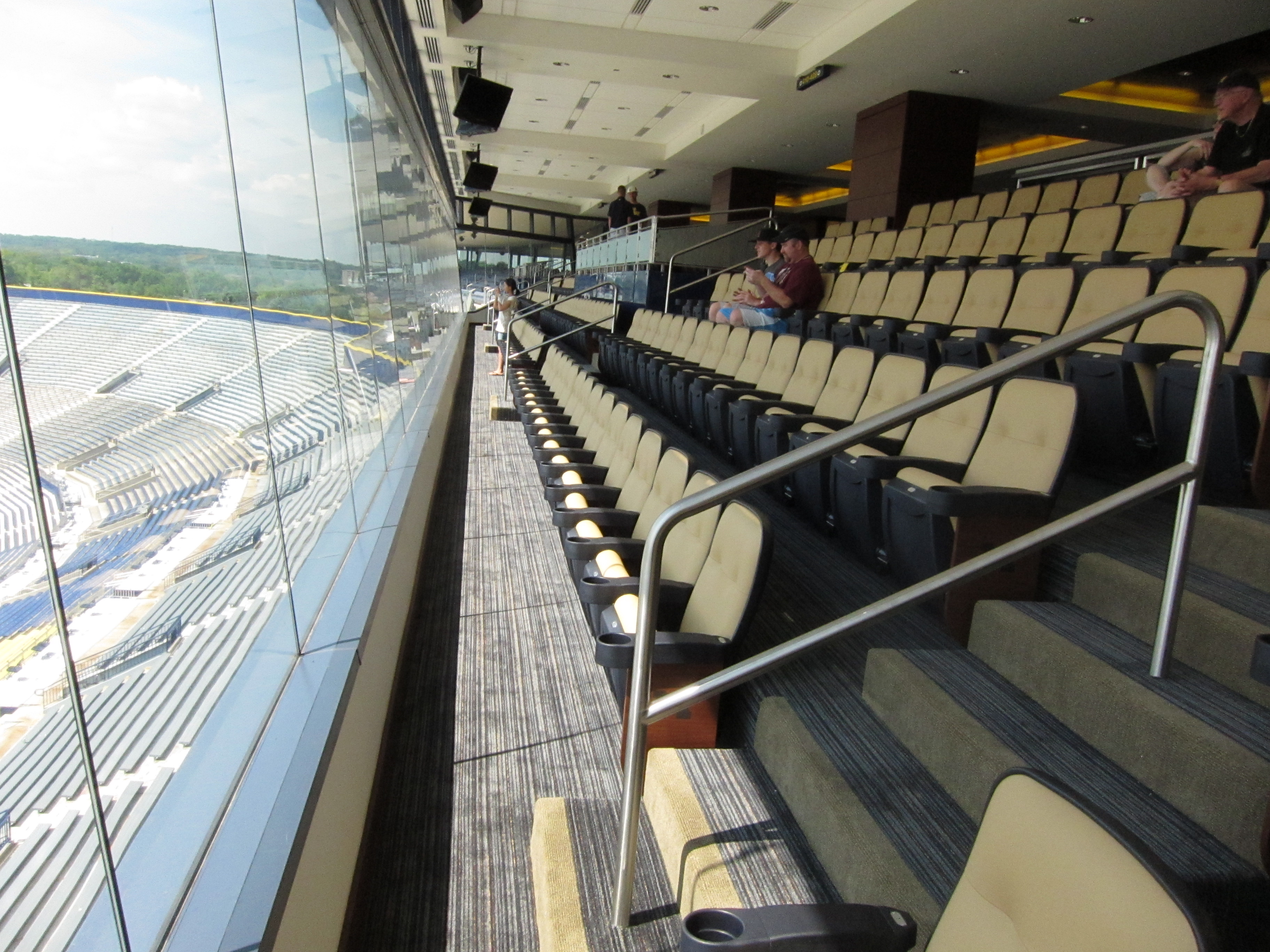
Bên trong tầng hai của Jack Roth Stadium Club trong khán đài phía đông mới
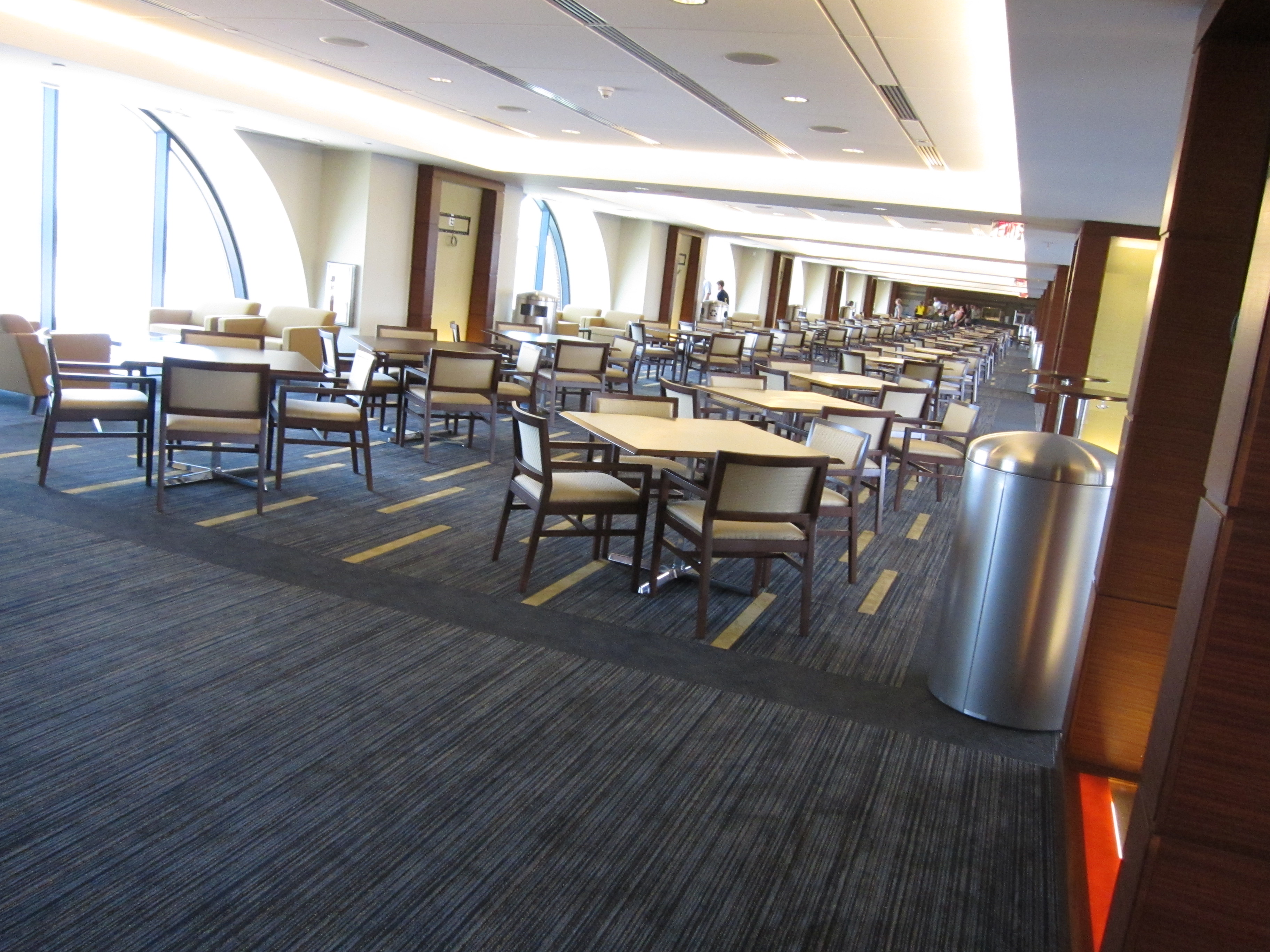
Bên trong phòng ăn trên tầng hai của Jack Roth Stadium Club trong khán đài phía đông mới
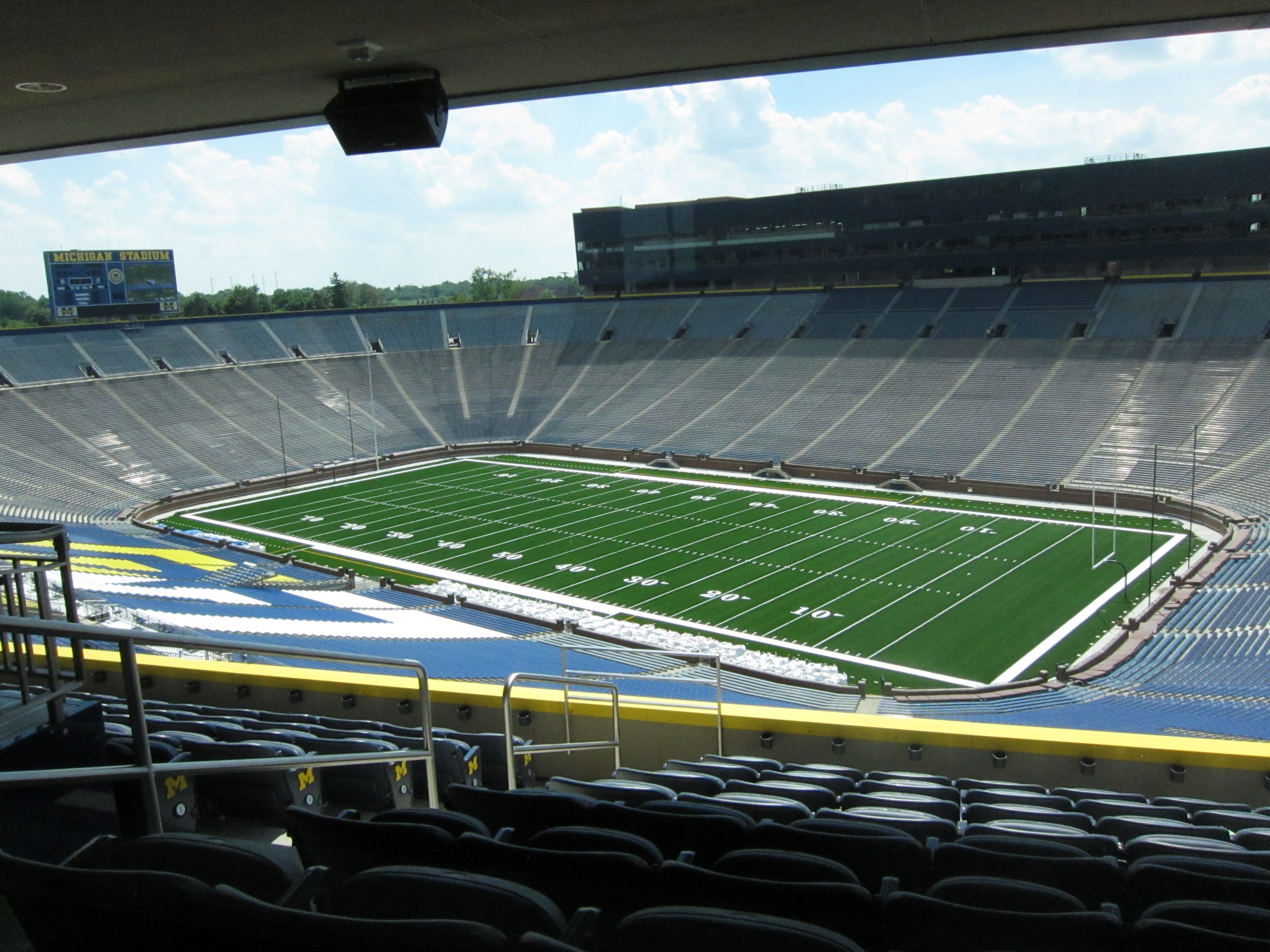
Sân vận động Michigan đã được cải tạo lại, nhìn về phía Tây về phía các cơ sở báo chí và chỗ ngồi cao cấp mới, 14 tháng 7 năm 2010
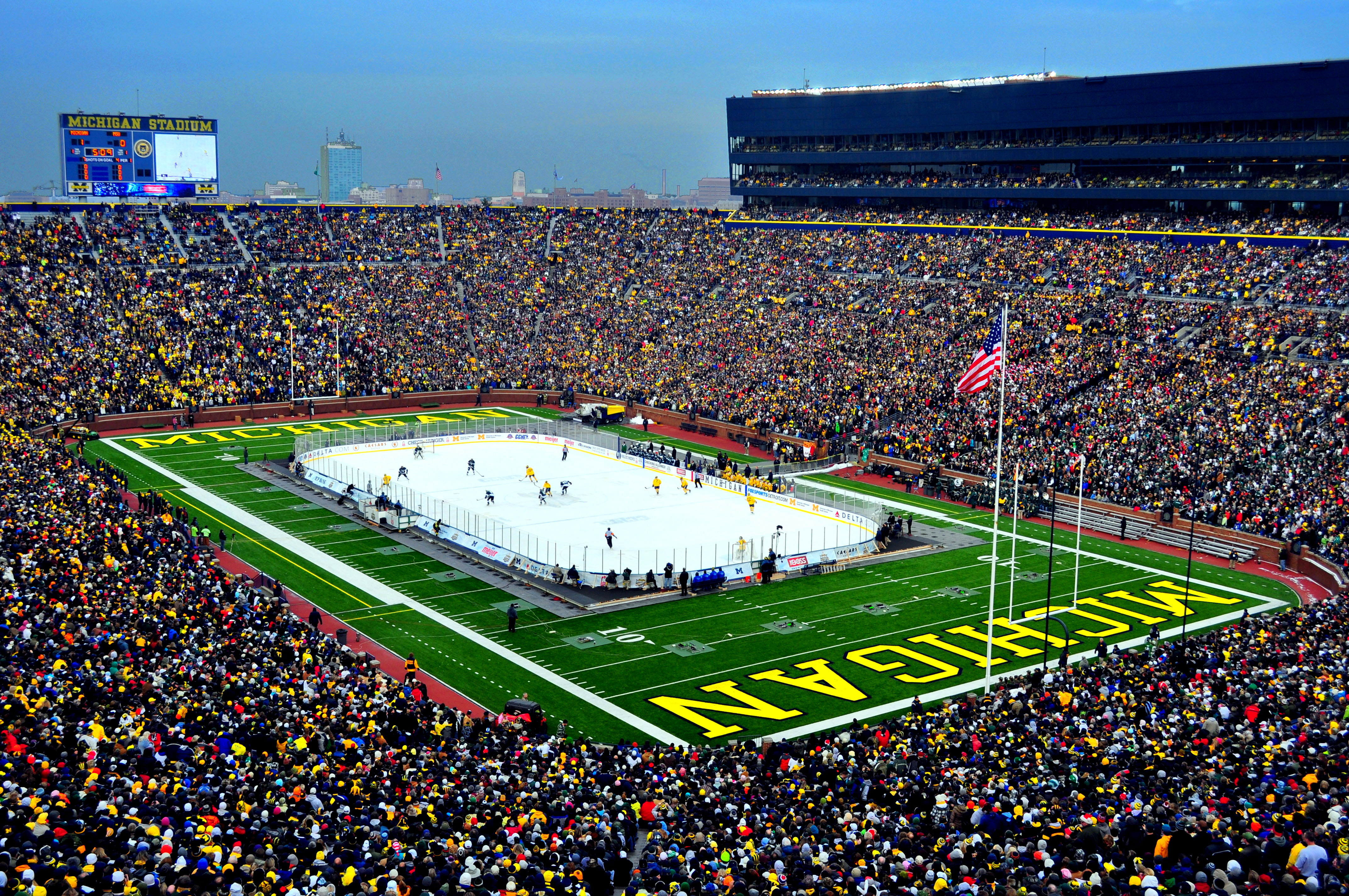
Khai mạc face-off The Big Chill at the Big House, 11 tháng 12 năm 2010
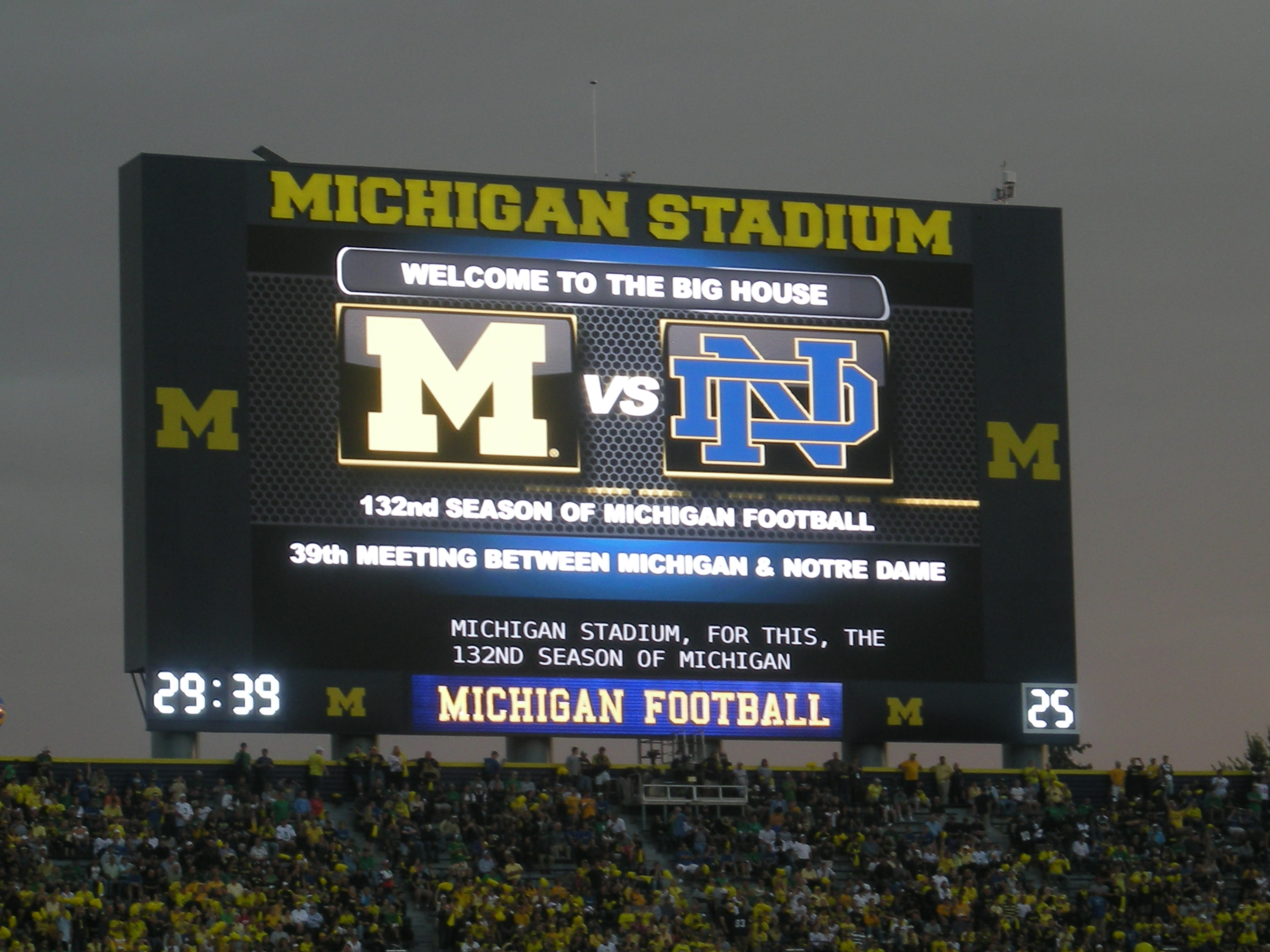
Bảng điểm mới trước trận đấu giữa Notre Dame và Michigan, 10 tháng 9 năm 2011
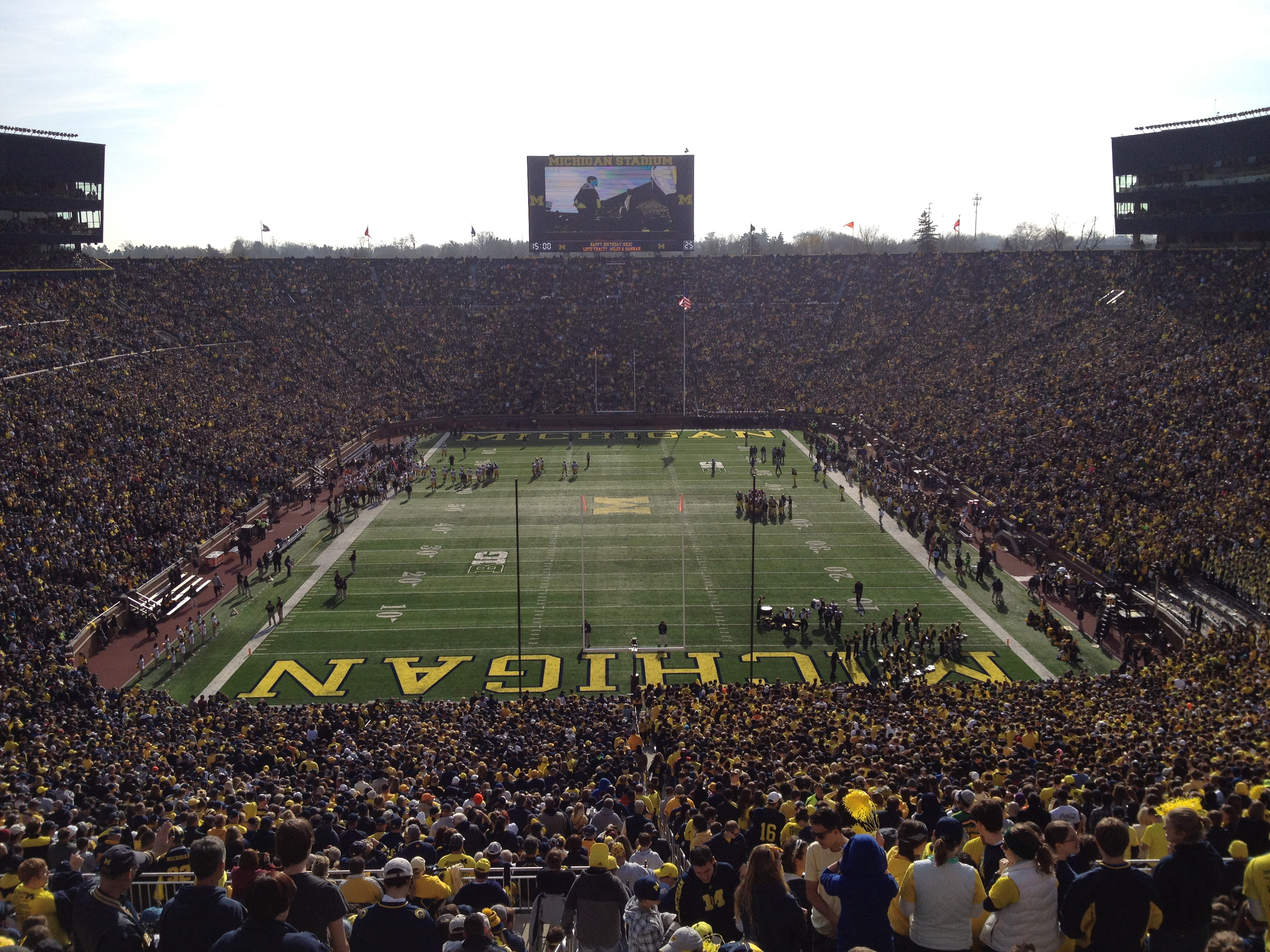
Michigan vs. Iowa vào đầu hiệp 2 vào ngày 17 tháng 11 năm 2012
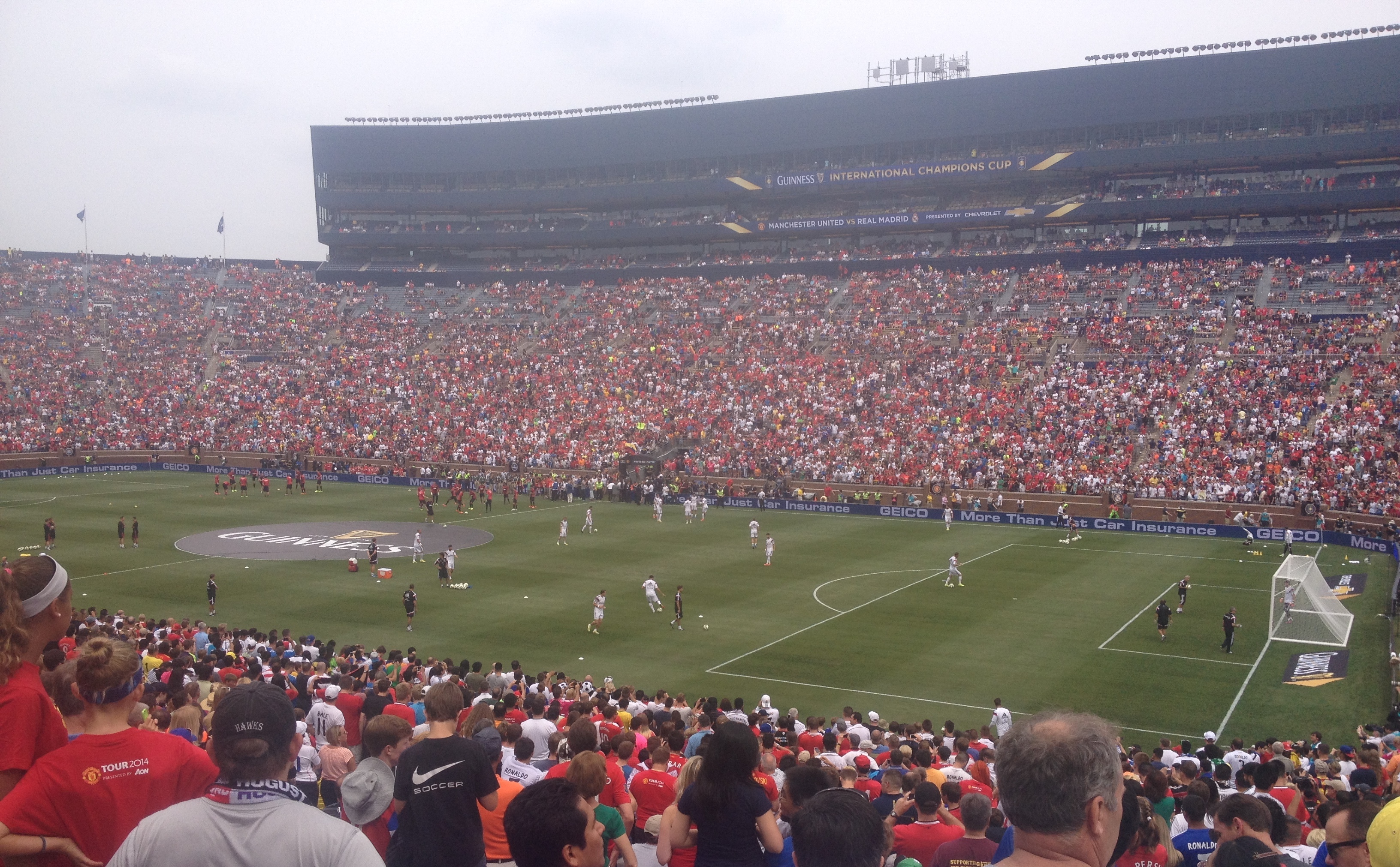
Trận đấu giao hữu giữa Real Madrid và Manchester United đã lập kỷ lục về số lượng người hâm mộ đến xem một trận đấu bóng đá nhiều nhất ở Hoa Kỳ, 2 tháng 8 năm 2014